# Твиндек
Твинде́к (англ. tween-deck) — междупалубное пространство внутри корпуса грузового судна (например, сухогруза) между двумя палубами или между палубой и платформой. При наличии трёх палуб различают верхний и нижний твиндеки, при большем количестве палуб — верхний твиндек, второй твиндек, третий твиндек и далее, сверху вниз. Твиндек служит для размещения грузов или пассажиров и экипажа.
Твиндеков нет в танкерах, газовозах, контейнеровозах, цементовозах и прочих подобных торговых судах.
Иногда твиндеком называют грузовое или производственное помещение на судне, расположенное между двумя палубами и предназначенное для определённых целей, — например, рефрижераторный твиндек.
Грузовые суда, имеющие твиндеки в грузовых помещениях (трюмах), стали называть твиндечными судами.